# Lichnanthe brachyscelis
Lichnanthe brachyscelis är en skalbaggsart som beskrevs av Carlson 1980. Lichnanthe brachyscelis ingår i släktet Lichnanthe och familjen Glaphyridae. Inga underarter finns listade i Catalogue of Life.